# Anja Killmer-Korn
Anja Killmer-Korn (* 2. September 1897 in Wien; † 4. Mai 1981 in Berlin) war eine deutsche Widerstandskämpferin gegen den Nationalsozialismus.
Geboren in Wien als Anja Korn zog sie nach Berlin, wo sie sich wie ihr Bruder Vilmos Korn im nationalrevolutionären politischen Umfeld bewegte. Sie schloss sich einer nationalrevolutionären antifaschistischen Widerstandsorganisation an, der Gruppe „Sozialrevolutionäre Nationalisten“ um Karl Otto Paetel. Im November 1939 wurden 150 Mitglieder der Gruppe verhaftet, darunter Anja Korn und ihr Lebensgefährte Lothar Killmer. Vom Volksgerichtshof wurde Anja Korn zu 15 Jahren Zuchthaus verurteilt, Lothar Killmer zu 5 Jahren Zuchthaus. Anja Korn verbrachte die Jahre bis zur Befreiung in Haftanstalten in Cottbus und Waldheim/Sachsen. 1945 wurde sie Mitglied der KPD an, mit der Zwangsvereinigung von SPD und KPD Mitglied der SED. Ihr Lebensgefährte und späterer Ehemann Lothar Killmer (1919–2000) war im Zuchthaus Brandenburg und im KZ Sachsenhausen inhaftiert.

## Publikationen
- Gitter und Ahorn. Dietz Verlag. Berlin 1964.